# Pyrrhula erythaca
Il ciuffolotto testagrigia (Pyrrhula erytaca Blyth, 1862) è un uccello passeriforme appartenente alla famiglia Fringillidae.

## Etimologia
Il nome scientifico della specie, erythaca, deriva dalla parola greca εριθακος (erithakos), nome con cui Aristotele si riferisce a un non meglio identificato uccello (probabilmente il pettirosso o il codirosso) osservabile durante il periodo invernale.

## Descrizione

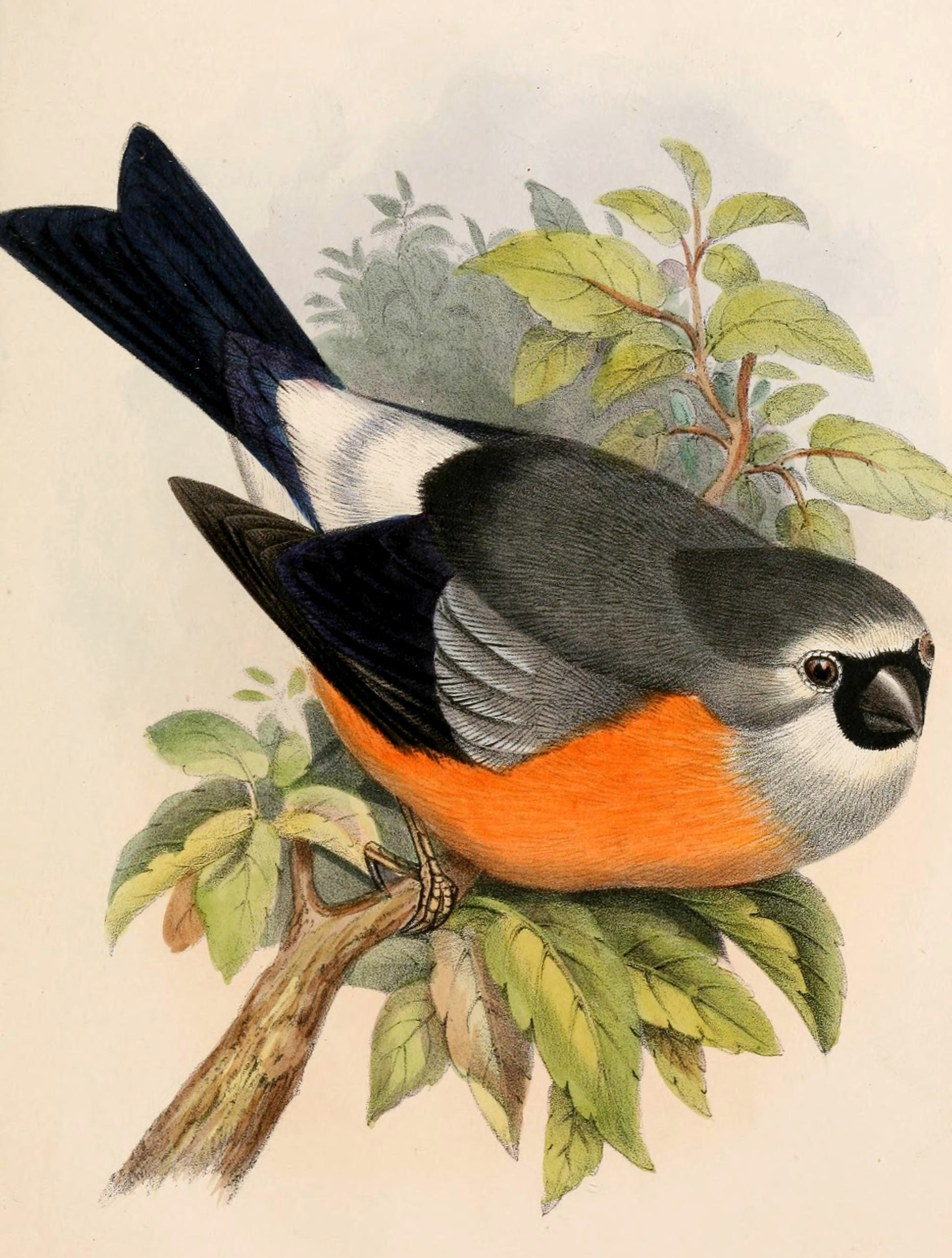
Illustrazione di maschio della sottospecie nominale.

### Dimensioni
Misura 15-17 cm di lunghezza, per un peso di 18-21 g.

### Aspetto
L'aspetto di questi uccelli è quello tipico dei ciuffolotti, massiccio e robusto, con grossa testa e becco tozzo e massiccio, di forma arrotondata.
Il piumaggio presenta dimorfismo sessuale abbastanza evidente, seppur meno netto rispetto a quanto osservabile nelle altre specie di ciuffolotto: nei maschi, infatti, la livrea si presenta quasi uniformemente di color grigio cenere su tutto il corpo, eccezion fatta per ali e coda (di colore nero), codione, sottocoda e copritrici primarie(di colore bianco) e di petto, fianchi e parte superiore del ventre, di color pesca. Nelle femmine, tale area rosata è del tutto assente o appena accennata (in tal caso la si intuisce soprattutto sui fianchi). Ambedue i sessi presentano una mascherina romboidale che copre fronte, bavetta e area fra becco e occhi, i quali sono rispettivamente di colore nerastro (così come le zampe) e bruno scuro: tale mascherina è più estesa ed evidente nei maschi, nei quali essa è inoltre ornata da un fine orlo bianco.

## Biologia

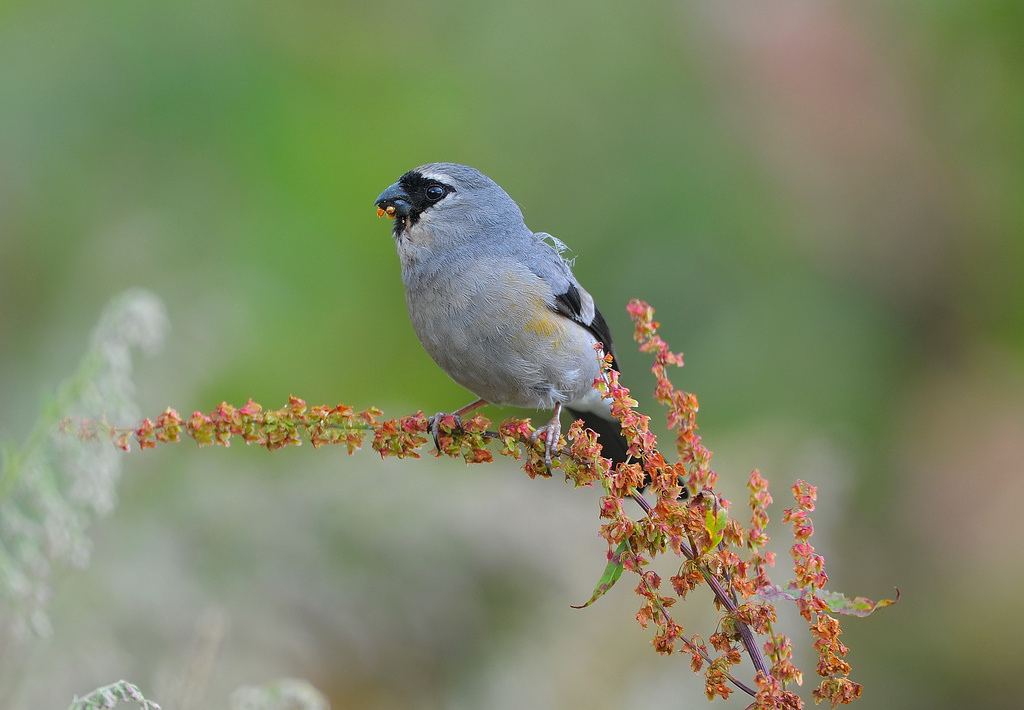
Femmina si alimenta in natura.

Questi uccelli presentano abitudini essenzialmente diurne e sono piuttosto timidi: essi passano la maggior parte della giornata alla ricerca di cibo, riunendosi in gruppetti all'infuori del periodo riproduttivo.

### Alimentazione
La dieta dei ciuffolotti testagrigia è essenzialmente granivora, componendosi in massima parte di semi (soprattutto salice, betulla e olivello spinoso) e granaglie, ma comprendendo anche altro materiale di origine vegetale come germogli, frutti e bacche.

### Riproduzione

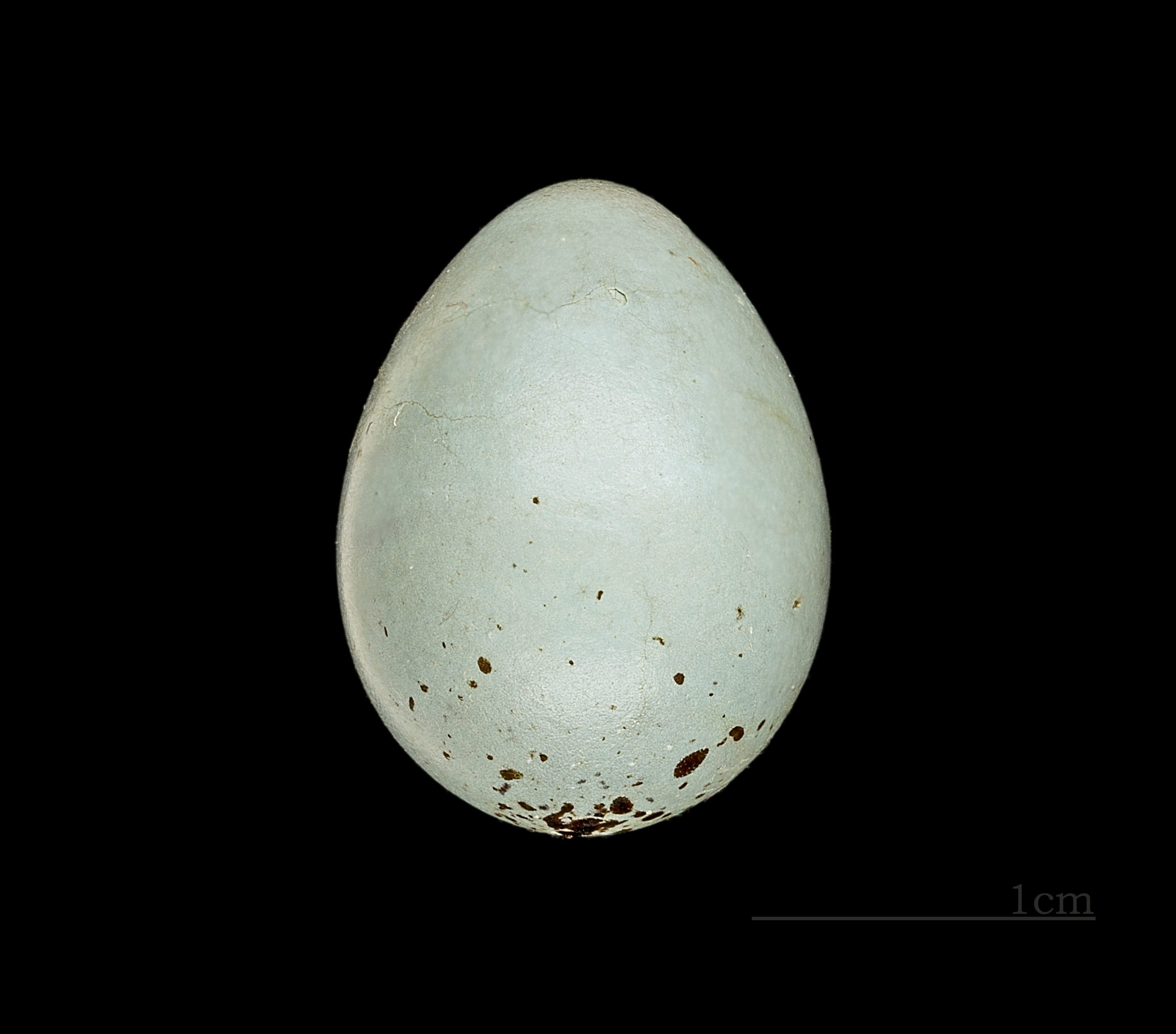
Uovo al Museo di storia naturale di Tolosa.

La stagione riproduttiva non è ancora stata individuata con precisione, tuttavia si pensa che essa possa estendersi fra la fine di maggio e agosto.
Il nido, a forma di coppa, viene costruito dalla sola femmina utilizzando radichette e fibre vegetali, e posto a 1,5-8 m dal suolo. Al suo interno vengono deposte tre uova biancastre con maculature sparse di colore rosso-bruno, che vengono covate dalla sola femmina per circa due settimane, al termine delle quali schiudono pulli ciechi ed implumi. Alle cure parentali dei nidiacei partecipa anche il maschio: questi, nutriti con semi ed invertebrati rigurgitati, sono pronti per l'involo a 12-16 giorni dalla schiusa, pur tendendo a rimanere presso il nido ancora per qualche tempo prima di disperdersi.

## Distribuzione e habitat
Il ciuffolotto testagrigia occupa un areale piuttosto ampio che si estende dalle propaggini orientali dell'Himalaya (Sikkim) attraverso tutto l'interno della Cina fino all'Hebei, alle porte di Pechino: una popolazione isolata è diffusa anche a Taiwan. Durante il periodo non riproduttivo, questi uccelli si spingono a sud, raggiungendo la Birmania centro-meridionale.
L'habitat di questa specie è rappresentato dalle foreste miste a conifere montane e subalpine, con presenza di denso sottobosco.

## Tassonomia
Se ne riconoscono due sottospecie:
- Pyrrhula erythaca erythaca Blyth, 1862 - la sottospecie nominale, diffusa in gran parte dell'areale occupato dalla specie;
- Pyrrhula erythaca owstoni Hartert & Rothschild, 1907 - endemica di Taiwan.

Una terza sottospecie (P. e. wilderi Riley, 1918), comprendente le popolazioni diffuse nel nord dell'areale occupato dalla specie, viene attualmente considerata troppo poco differenziata dalla sottospecie originale per poterne essere considerata una popolazione a sé, ed è stata quindi ad essa accorpata.
Nell'ambito del genere Pyrrhula, il ciuffolotto testagrigia forma (assieme al ciuffolotto testarossa e al ciuffolotto arancio) un clade ben definito, di origine himalayana.